# SeaWorld
SeaWorld Adventure Parks ou simplesmente SeaWorld é um Grupo de parques aquáticos de mamíferos marinhos dos Estados Unidos da América controlada pela SeaWorld Parks & Entertainment. Os grandes destaques são as baleias e os golfinhos, que se apresentam com seus treinadores.

## Lugares
- SeaWorld San Diego
- SeaWorld Orlando
- SeaWorld San Antonio

## Concorrente
Sea World é considerado um dos principais concorrentes do parque Disney World, afinal, em algumas cidades existem os dois parques.

## Polêmicas
- No dia 6 de julho de 1999, um homem de 27 anos foi encontrado dentro da piscina da orca Tilikum. O homem, que havia visitado o parque no dia anterior, permaneceu após o fechamento dos portões, invadiu a área de segurança e entrou no tanque da orca. A causa da morte foi dada como hipotermia. 1

- No dia 24 de fevereiro de 2010, uma treinadora com 16 anos de experiência morreu em um incidente envolvendo a orca Tilikum. Após o show, enquanto tratava da orca, a treinadora foi puxada pelo braço para o fundo da piscina.2 A partir de 27 de fevereiro, o parque adotou melhores medidas de segurança para os treinadores, além de não expô-los a shows em que interajam com as orcas dentro d´água.3

- No dia 21 de novembro de 2012, uma garota de oito anos levou uma mordida de um golfinho em uma das atrações que permitem que o público interaja com os animais. A garota segurava uma badeja com peixes, quando o golfinho a mordeu. A vítima levou alguns pontos e necessitou de cuidados médicos. 4

## Atrações
- Shamu Stadium: É um enorme tanque de 26.495.000 litros d'água e o lar das orcas do parque conhecidas pelo nome artístico de Shamu. O show principal é o One Ocean seguido do Shamu Rocks durante as temporadas mais movimentas como as férias e o Shamu Christmas Miracles durante o feriado de Natal.
- Whale and Dolphin Stadium: É um estádio que abriga golfinhos, falsa-orca, Araras e até um condor andino no Blue Horizons, também são adicionados acrobatas e mergulhadores.
- The Sea Lion and Otter Stadium: Hospeda leõs-marinhos-da-california, ocorre também a atração cômica "Clyde and Seamore Take Pirate Island". Durante o Natal também ocorrem shows especiais.
- Bayside Stadium: Anteriormente abrigava shows de esqui aquático na lagoa central do parque. Hoje é utilizado para vários tipos de shows e atrações especiais, também é área oficial de visualização do show de fogos de artifício chamado Reflections.
- The Nautilus Theatre: É o local que abriga o A'lure, um show acrobático no estilo do Cirque du Soleil.
- Seafire Inn: É tanto um restaurante quanto um teatro. Abriga o Makahiki Luau, um festival polinésio onde são apresentadas comidas típicas, danças com fogo, cânticos e músicas da ilha. No verão, abriga um show onde são mostrados diversos animais exóticos acompanhados de seus treinadores.

### Exibições Animais
- - Shark Encounter: É um túnel subaquático com uma enorme variedade de tubarões, raias e peixes venenosos. No Sharks Underwater Grill, os visitantes podem jantar e observar a vida marinha no tanque principal.
  - Pacific Point Preserve: É o lar de vários leões-marinhos e focas.
  - Dolphin Cove: É um tanque ao ar livre onde os visitantes podem alimentar golfinhos.
  - Turtle Point: É o local onde ficam abrigadas diversas tartarugas resgatadas em um tanque raso com uma praia artificial.
  - Manatee Rescue¹: É a casa de alguns peixes-bois resgatados, o local também abriga alguns jacarés.
  - Stingray Lagoon: É um local onde os visitantes podem tocar as arraias.
  - Dolphin Nursery: É um local que abriga filhotes de golfinhos recém-nascidos.
  - Flamingo Pond: Local onde ocorre a exibição de flamingos.

### Outras atrações
- -     - Kraken: É uma montanha russa besada no monstro marinho Kraken.
    - Journey to Atlantis: Em português, Jornada para Atlantida, é um passeio de barco com elementos de montanha russa baseado na mítica Atlântida.
    - Shamu Express: É uma atração familiar, mais precisamente uma "montanha russa júnior", baseada na Shamu.
    - Sky Tower: É uma torre de observação rotativa com 400 metros de altura, construída em 1973.
    - Sea Carousel: É um carrossel com caricaturas de mamíferos marinhos e peixes.
    - Jazzy Jellies: É um passeio de balão com estilo torre que levanta e gira.
    - The Flying Fiddler: Um brinquedo tipo queda-livre.